# Sona (Mathematik)

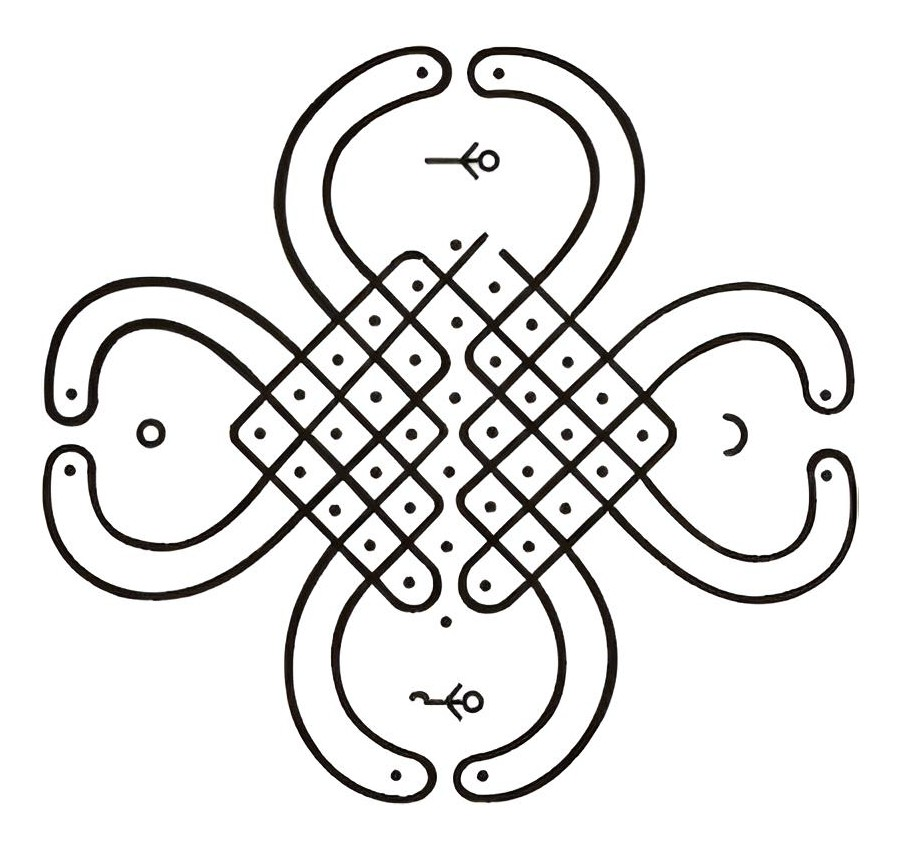
Lusona der Chokwe in Angola über die Weltentstehung: Der Weg von Sonne (links), Mond (rechts) und Mensch (unten) zu Gott (oben).

Sona, auch tusona (in einigen Zentral-Süd-Bantusprachen, Singular lusona, auch kasona) sind traditionelle geometrische Muster mancher Bantu-Völker, wie der Chokwe, in einem Gebiet von Angola und Sambia im südlichen Afrika.
Männer zeichnen sona mit den Fingern in den glatt gestrichenen Sand oder verzieren damit Häuserwände, während sie dazu eine Geschichte erzählen. Ohne den Finger abzusetzen, wird eine geschlossene Linie gezogen. Die Linie kreuzt sich mehrmals, führt aber um Punkte eines vorher festgelegten Musters herum. Manche Muster stehen für ganz bestimmte Geschichten und Fabeln. Sie sind somit geometrische Visualisierungen von Erzählungen.
2023 wurde sona in die UNESCO-Liste des immateriellen Kulturerbes der Menschheit aufgenommen.